# Claire Anderson
Claire Mathis Anderson (Detroit, 8 maggio 1891 – Venice, 23 marzo 1964) è stata un'attrice statunitense.

## Filmografia parziale
- At Dawn, regia di Donald Crisp (1914)
- The Three Brothers, regia di Christy Cabanne (1915)
- The Craven, regia di Christy Cabanne (1915)
- The Story of a Story, regia di Tod Browning (1915)
- The Deadly Focus (1915)
- The Silent Witness (1915)
- The Bookworm Turns, regia di Charles Avery (1917)
- The Hidden Spring, regia di E. Mason Hopper (1917)
- The House of Scandal, regia di Charles Avery (1917)
- The Answer, regia di E. Mason Hopper (1918)
- The Mask, regia di Thomas N. Heffron (1918)
- The Grey Parasol, regia di Lawrence C. Windom (1918)
- Crown Jewels, regia di Roy Clements (1918)
- Donne d'America (Who Cares?), regia di Walter Edwards (1918)
- You Never Saw Such a Girl, regia di Robert G. Vignola (1919)
- Fuoco purificatore (The Blinding Trail), regia di Paul Powell (1919)
- Il cavaliere della legge (Rider of the Law), regia di John Ford (1919)
- La ragazza del n. 29 (The Girl in Number 29), regia di John Ford (1920)
- When We Were 21, regia di Henry King (1921)
- Who Am I?, regia di Henry Kolker (1921)
- Unseen Enemies, regia di J.P. McGowan (1925)